# Nordische Tischtennismeisterschaft 1955
Die Nordische Tischtennismeisterschaft 1955 war die vierte Austragung des von der North European Table Tennis Union (NETU) ausgerichteten Wettbewerbs, die am 5. und 6. November 1955 in der norwegischen Stadt Drammen stattfand.

## Medaillengewinner
| Disziplin    | Gold                                                                        | Silber                                              | Bronze                                                   |
| ------------ | --------------------------------------------------------------------------- | --------------------------------------------------- | -------------------------------------------------------- |
| Herreneinzel | Lennart Johansson                                                           | Tage Flisberg                                       | Per-Olof Croneryd                                        |
| Herreneinzel | Lennart Johansson                                                           | Tage Flisberg                                       | Lennart Rogersten                                        |
| Dameneinzel  | Elisabeth Thorsson                                                          | Birgitta Tegner                                     | Birthe Hansen                                            |
| Dameneinzel  | Elisabeth Thorsson                                                          | Birgitta Tegner                                     | Gudrun Kahns                                             |
| Herrendoppel | Tage Flisberg Lennart Johansson                                             | Per-Olof Croneryd Lennart Rogersten                 | —                                                        |
| Damendoppel  | Birgitta Tegner Elisabeth Thorsson                                          | Birthe Hansen Gudrun Kahns                          | —                                                        |
| Mixed        | Lennart Johansson Elisabeth Thorsson                                        | Einar Lyttik Birthe Hansen                          | Per-Olof Croneryd Birgitta Tegner                        |
| Herrenteam   | SchwedenPer-Olof Croneryd Tage Flisberg Lennart Johansson Lennart Rogersten | FinnlandEsa Ellonen Kalevi Lehtonen Pentti Tuominen | DänemarkHelmuth Jespersen Einar Lyttik Mogens Nicolaisen |
| Damenteam    | SchwedenBirgitta Tegner Elisabeth Thorsson                                  | DänemarkBirthe Hansen Gudrun Kahns                  | FinnlandHelena Appelberg Anita Spranger                  |

## Erfolgreichste Teilnehmer
| Platz | Teilnehmer         | Gold | Silber | Bronze | Gesamt |
| ----- | ------------------ | ---- | ------ | ------ | ------ |
| 1.    | Lennart Johansson  | 4    | 0      | 0      | 4      |
| 1.    | Elisabeth Thorsson | 4    | 0      | 0      | 4      |
| 3.    | Birgitta Tegner    | 2    | 1      | 1      | 4      |
| 4.    | Tage Flisberg      | 2    | 1      | 0      | 3      |
| 5.    | Per-Olof Croneryd  | 1    | 1      | 2      | 4      |
| 6.    | Lennart Rogersten  | 1    | 1      | 1      | 3      |

## Medaillenspiegel
| Platz | Land     | Gold | Silber | Bronze | Gesamt |
| ----- | -------- | ---- | ------ | ------ | ------ |
| 1.    | Schweden | 7    | 3      | 3      | 13     |
| 2.    | Dänemark | 0    | 3      | 3      | 6      |
| 3.    | Finnland | 0    | 1      | 1      | 2      |
| 4.    | Norwegen | 0    | 0      | 0      | 0      |